# Akáki
Pour les articles homonymes, voir Akaki.
Akáki (grec moderne : Ακάκι) est une commune chypriote du district de Nicosie.
La commune est connue comme lieu de découverte de la mosaïque d'Akáki, une mosaïque du IVe siècle qui figure une course de chars dans un hippodrome et ornait le sol d'une villa romaine.